# Chuột chù đuôi ngắn Carolina
Chuột chù đuôi ngắn Carolina (danh pháp hai phần: Blarina carolinensis) là một loài động vật có vú trong họ Chuột chù, bộ Soricomorpha, được John Bachman mô tả năm 1837.. Chúng là một loài động vật nhỏ màu xám, đuôi ngắn động vật có vú sống ở miền đông Hoa Kỳ. Bề ngoài tổng thể là phần nào giống như động vật gặm nhấm, nhưng là một thành viên của bộ Soricomorpha và không nên bị nhầm lẫn với một thành viên của bộ Gặm nhấm. Chuột chù này có mõm, tai dài và nhọn và gần như che giấu dưới lớp lông dày đặc của nó mềm. Loài này được tìm thấy trong rừng và đồng cỏ, nơi có thức ăn phong phú và bụi rậm.
Hang của nó có hai lớp, một trong gần bề mặt, và một sâu hơn tham gia bên dưới nó. Hang thường được xây dựng dưới các khúc gỗ, có thể được thâm nhập và đục lỗ chỗ nếu khúc gỗ bị mục. Loài chuột chù này là một loài động vật có tính xã hội chia sẻ hệ thống hang đào của mình với một vài cá nhân. Con đực và con cái sống với nhau trước khi sinh sản. Chế độ ăn của nó bao gồm côn trùng, giun đốt, chất thực vật, rết, nhện, bọ cạp, động vật thân mềm, động vật gặm nhấm và các loài bò sát, nó lữu trữ ốc sên cho mùa đông. Nước bọt của nó có nọc độc và được tiêm vào vết thương của con mồi của nó bằng răng. Nọc độc của nó đủ mạnh để giết chuột, nhưng không gây tử vong cho người

## Hình ảnh

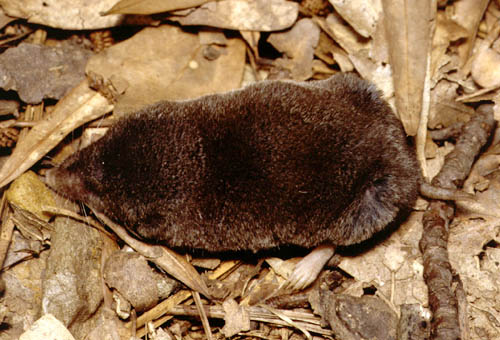
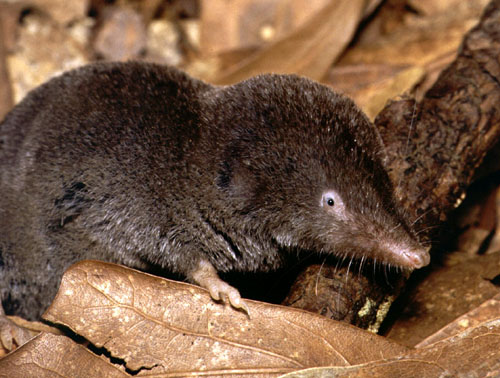